# Martín Fernández (calciatore 2003)
Martín Fernández Benítez (Montevideo, 23 giugno 2003) è un calciatore uruguaiano, centrocampista del Gil Vicente in prestito dal Boston River.

## Carriera
Cresciuto nel settore giovanile del Cerro, ha esordito in prima squadra il 7 ottobre 2020 giocando l'incontro di Primera División Profesional perso 2-1 contro il Cerro Largo.

## Statistiche
Statistiche aggiornate all'8 marzo 2021.

### Presenze e reti nei club
| Stagione        | Squadra         | Campionato      | Campionato | Campionato | Coppe nazionali | Coppe nazionali | Coppe nazionali | Coppe continentali | Coppe continentali | Coppe continentali | Altre coppe | Altre coppe | Altre coppe | Totale | Totale | Totale |
| Stagione        | Squadra         | Comp            | Pres       | Reti       | Comp            | Pres            | Reti            | Comp               | Pres               | Reti               | Comp        | Pres        | Reti        | Pres   | Reti   |        |
| --------------- | --------------- | --------------- | ---------- | ---------- | --------------- | --------------- | --------------- | ------------------ | ------------------ | ------------------ | ----------- | ----------- | ----------- | ------ | ------ | ------ |
| 2020            | Cerro           | PD              | 5          | 0          |                 | -               | -               |                    | -                  | -                  |             | -           | -           | 5      | 0      |        |
| Totale carriera | Totale carriera | Totale carriera | 5          | 0          |                 | -               | -               |                    | -                  | -                  |             | -           | -           | 5      | 0      |        |

## Palmarès

### Competizioni nazionali
- Segunda División Profesional de Uruguay: 1

Miramar Misiones: 2023